# Valeria Parrella
Valeria Parrella   (Torre del Greco, 20 de gener de 1974) és una autora, dramaturga i activista italiana. El 2005, la seva col·lecció de contes Per grazia ricevuta (Per la gràcia rebuda) va ser preseleccionada per al Premi Strega, el premi de literatura més prestigiós d'Itàlia, i va guanyar el Premi Renato Fucini a la millor col·lecció de contes. El 2020, va ser preseleccionada per al Premi Lattes Grinzane. Ha publicat una vintena de llibres, ha sigut traduïda a diverses llengües i és considerada una de les escriptores més rellevants de la literatura italiana actual.

## Biografia
Va néixer a Torre del Greco a la província de Nàpols, l'any 1974. Parrella es va graduar en literatura clàssica a la Universitat de Nàpols Frederic II i posteriorment es va especialitzar en llengua de signes italiana. L'any 2003 va publicar el seu primer treball, el recull de contes Mosca più balena, pel qual va ser guardonada el 2004 amb el Premi Campiello al millor debut, així com el Premi Procida-Isola di Arturo-Elsa Morante.
Les seves històries han aparegut a les antologies Pensa alla salute (2003) Bloody Europe (2004) i La qualità dell'aria (2004), així com en nombroses revistes.
Des del 2007, també escriu peces de teatre. El 2008 va publicar la seva primera novel·la, Lo spazio bianco, que va guanyar el Premi Letterario Basilicata. El 2009, el llibre es va adaptar a una pel·lícula amb el mateix títol, que es va presentar al 66è Festival de Cinema de Venècia. Gràcies a aquesta pel·lícula, Parrella va guanyar el Premi Tonino Guerra al millor personatge al Festival Internacional de Cinema de Bari 2010. Ha escrit altres contes i novel·les, col·labora amb els diaris La Repubblica i L'Espresso i té la seva pròpia columna a la revista Grazia.
La seva obra L'espai blanc ha sigut traduïda al català per Sara Serrano i publicada el 2024 per l'editorial L'Agulla Daurada.

## Obra

### Novel·la
- Il verdetto, La nave di Teseo, 2007
- Lo spazio bianco, Einaudi, 2008, traduïda al català com L'espai blanc
- Ma quale amore, Rizzoli, 2010
- Lettera di dimissioni, Einaudi, 2011
- Tempo di imparare, Einaudi, 2014
- Enciclopedia della donna. Aggiornamento, Einaudi, 2017
- L'ultima prova, scritto con I Nisidiani, Guida, 2018
- Almarina, Einaudi 2019
- Quel tipo di donna, Harper Collins, 2020
- La Fortuna, Feltrinelli, 2022

### Reculls de contes
- Mosca più balena, Minimum fax, Roma. 2003
- Per grazia ricevuta, Minimum fax, Roma, 2005
- Troppa importanza all'amore, Einaudi, Torino, 2015

### Dramatúrgia
- Io Clitemnestra, il verdetto, Bompiani, 2007
- Ciao maschio, Bompiani, 2009
- Tre terzi, amb Diego De Silva i Antonio Pascale, Einaudi, 2009
- Terra, amb música de Luca Francesconi, Ricordi, 2011- llibret d'òpera
- Antigone, Einaudi, 2012
- Assenza- Euridice e Orfeo, Bompiani, 2015
- Dalla parte di Zeno, regia Andrea Renzi, produzione Teatro Nazionale di Napoli, 2016
- Il segreto del talento, Marsilio, 2023 - libretto d'opera

### Altres publicacions
- Il premio, al Corriere della Sera ("Corti di Carta"), 2008
- Behave, al Corriere della Sera ("Inediti d'autore"), 2011
- Una storia seria, a Granta Italia n. 2 Sesso. Rizzoli, 2011